# SDS-PAGE

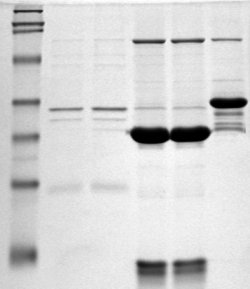
SDS-PAGE

SDS-PAGE (Někdy SDS-PAAGE) elektroforéza v polyakrylamidovém gelu v přítomnosti dodecylsíranu sodného (SDS) je biochemická metoda využívaná k separaci proteinů na základě jejich elektroforetické pohyblivosti, která závisí především na délce polypeptidového řetězce a molekulární hmotnosti, ale také na stupni rozbalení (denaturaci) proteinu, posttranslační modifikaci a dalších faktorech. SDS-PAGE se v některých případech používá i k rozdělování velmi malých molekul nukleových kyselin.

## Postup

### Příprava vzorku

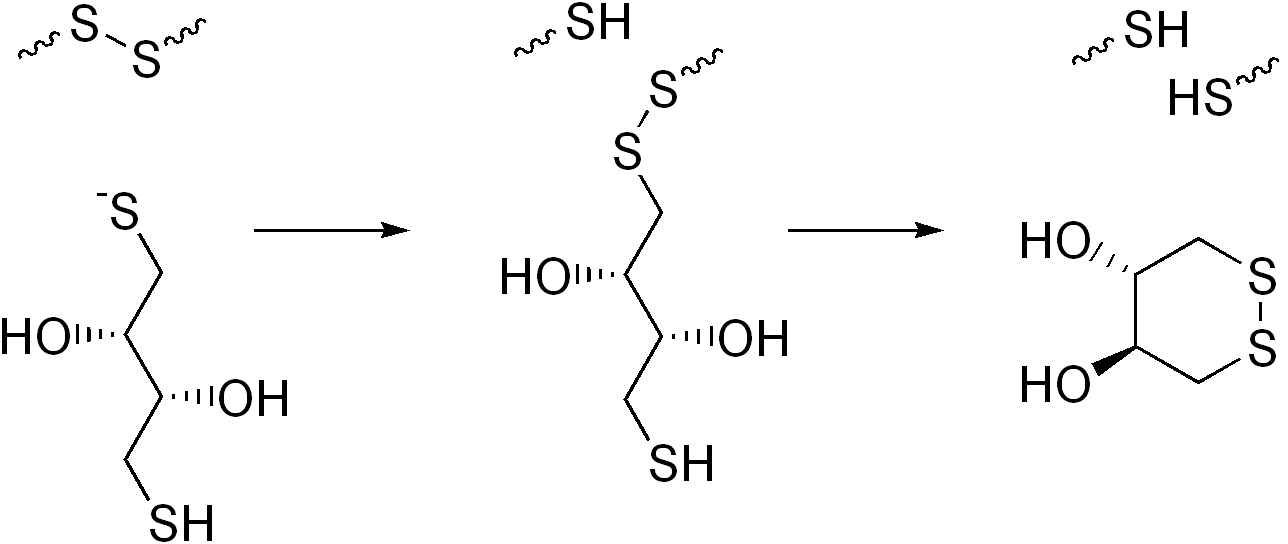
Princip redukce disulfidických můstků pomocí dithiotreitolu

Vzorky proteinů pro analýzu SDS-PAGE mohou pocházet z řady zdrojů. V případě řady bakteriálních buněk nebo tkáňových kultur je pro přípravu často dostatečné pouhé povaření ve vzorkovém pufru, buňky se silnou buněčnou stěnou (kvasinky, rostlinné buňky) musí být nejdřív rozrušeny, enzymaticky nebo mechanicky (například sonikací).
Pro analýzu proteinů metodou SDS-PAGE musí být vzorek denaturován působením SDS a zahřátím. Denaturační podmínky mohou být buď neredukující, při kterých zůstávají zachovány disulfidické můstky, nebo častěji v přítomnosti redukujícího činidla (beta-merkaptoethanol nebo dithiotreitol), které dále přispívají k denaturaci proteinů.
Druhá hlavní funkce SDS ve vzorkovém pufru je obalení proteinu, které je přímo úměrné molekulární hmotnosti proteinu a tak zajišťuje záporný náboj všech proteinů, jejichž náboj může být v přirozených podmínkách různý, v závislosti na jejich izolelektrickém bodu a okolním pH.
Vzorkový pufr pro SDS-PAGE většinou obsahuje:
- dodecylsíran sodný zajišťující denaturaci proteinu a udělení záporného náboje proteinům
- beta-merkaptoethanol nebo dithiotreitol redukující disulfidické můstky proteinů, což dále přispívá k denaturaci proteinů
- pufr o vhodném pH
- glycerol zvyšující hustotu vzorku
- bromfenolovou modř, která umožňuje sledovat postup elektroforézy

### Příprava SDS-PAGE
Dělení proteinů probíhá v gelu tvořeném polyakrylamidem (-CH2CHCONH2-), který je sesíťován N,N'-methylenbisakrylamidem. Koncentrace polyakrylamidu v běžně používaných gelech je 5-50 %, gely s vyšší hustotou se používají pro rozdělování menších proteinů, pro analýzu proteinů o různé velikosti najednou se využívají gely s gradientem koncentrace akrylamidu. Kromě rozdělovacího gelu se připravuje i zaostřovací gel o nižší koncentraci polyakrylamidu a nižším pH, ve kterém dochází k zaostřování vzorku (viz další kapitola).
Polymerace akrylamidu je katalyzována přítomností peroxodisíranu amonného, který dodává volné radikály, a sloučeniny TEMEDu (N,N,N',N'-tetramethylethylendiamin), který polymerizační reakci stabilizuje.
Složky pro přípravu polyakrylamidového gelu:
- akrylamid, N,N'-methylenbisakrylamid a dodecylsíran sodný
- TEMED
- peroxodisíran amonný

### Systém pufrů

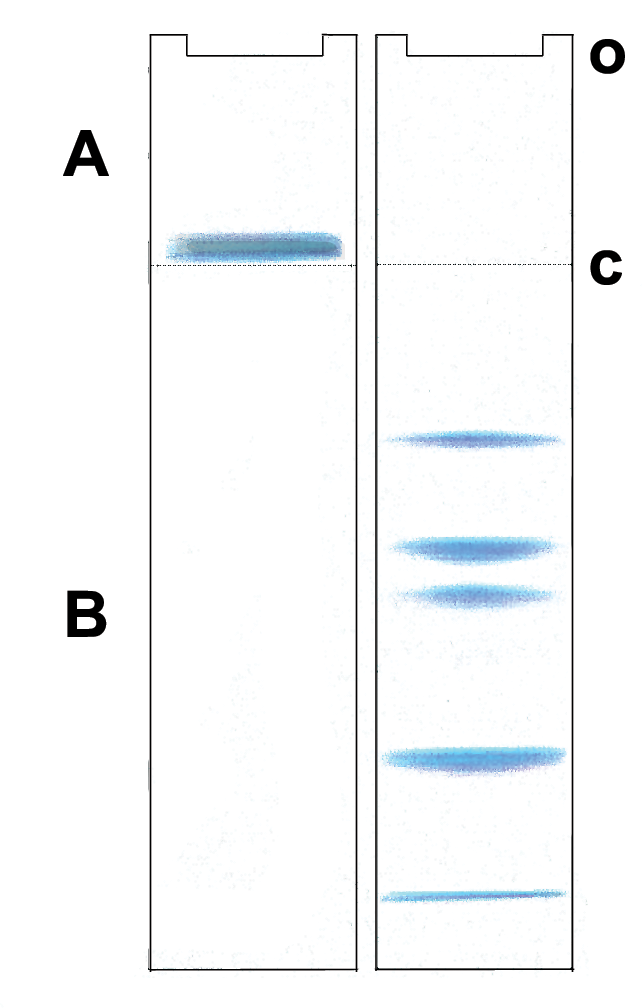
Průběh zaostřování vzorku v Laemmliho systému pufrů: A zaostřovací gel, B: rozdělovací gel, o: místo nanesení vzorků c: rozhraní mezi zaostřovacím a rozdělovacím gelem

SDS-PAGE využívá diskontinuální systém pufrů, ve kterém se liší pufry pro přípravu gelu a pufr sloužící jako elektrolyt. Nejrozšířenější je Laemmliho (Tris-glycinový) systém pufrů, ve kterém jsou použity dva pufry o různém pH pro přípravu zaostřovacího a rozdělovacího gelu a jeden pufr tvořící elektrolyt.
V zaostřovacím gelu dochází ke koncentraci vzorku do úzkého proužku, což umožňuje nanést větší objem analyzovaného materiálu a zvýšit rozlišovací schopnost metody. Zaostření probíhá na principu izotachoforézy, při které dochází k zužování zóny mezi nejrychleji a nejpomaleji se pohybujícím se iontem. V zaostřovacím gelu o pH kolem 6,8 nenese glycin náboj, protože většina molekul je v podobě zwitteriontů. Glycin se proto v zaostřovacím gelu pohybuje nejpomaleji a tvoří terminující ion. Nejrychleji se pohybujícím iontem jsou chloridové anionty. Proteiny se pohybují pomaleji než chloridové ionty, ale rychleji než glycin, a dochází k jejich zakoncentrování
Když zóna obsahující proteiny dosáhne rozdělovacího gelu o pH kolem 8, glycin v elektrolytu získá záporný náboj, čímž přestane tvořit terminující ion a proteiny se začnou dělit podle své elektroforetické mobility.
Kromě Laemmliho systému pufrů se často využívá také tris-tricinový systém, ve kterém slouží jako terminující ion tricin. Tento systém se využívá především pro analýzu menších proteinů.

### Průběh elektroforézy
Denaturované proteiny jsou laboratorní injekční stříkačkou – pipetou vnesené do jamek polyakrylamidového gelu, které jsou vyplněné vhodným pufrem. Následně je do gelu vpuštěn elektrický proud, díky kterému proteiny záporně nabité pomocí dodecylsíranu sodného migrují skrz gel směrem k anodě. Na základě své velikosti se každý protein pohybuje skrz gel s rozdílnou rychlostí; menší proteiny pronikají póry v gelu snadněji než větší, které se střetávají s větším odporem. Po nějakém čase (obvykle několika hodinách, doba probíhání elektroforézy závisí na velikosti proudu, který gelem prochází) jsou proteiny na základě své molekulové hmotnosti rozdělené. Menší proteiny postoupí dále než větší, které jsou blíže počátku, kam byly proteiny aplikovány.

### Následné kroky analýzy
Po rozdělení proteinů podle velikosti je možno analyzovat výsledek několika způsoby:
- obarvit všechny proteiny, například pomocí Coomassie nebo stříbra. Velikost proteinů se určí porovnáním se sadou známých proteinů sloužících jako standard („marker“).
- vyříznout oblast gelu obsahující protein hledané velikosti a analyzovat pomocí hmotnostní spektrometrie
- přenést proteiny na membránu vázající proteiny a analyzovat metodou Western blot